# EC Kitzbühel
L'EC Kitzbühel è una squadra di hockey su ghiaccio di Kitzbühel, nella regione austriaca del Tirolo. 

## Storia
Il club venne fondato nel 1910, giocò dal 1965 al 1973 in Österreichische Eishockey-Liga, il massimo campionato austriaco (il miglior risultato è stato un terzo posto). Attualmente è iscritta al campionato di AHL.